# 長谷川巧
長谷川 巧（はせがわ たくみ、1973年11月27日 - ）は、日本の司会者、ナレーター。公式HP　
https://tmilellc.wixsite.com/hasegawatakumi　　愛知県名古屋市出身。T-mile合同会社所属。

## 出演
2024年8月現在
- 中日ドラゴンズ主催試合実況（2023年6月[1]‐ 、DAZN）

過去
- ナゴヤドーム～バンテリンドームナゴヤ スタジアムMC「ドラゴンズ・ナビゲーター」（中日ドラゴンズ主催試合、2015年[2] - 2022年[3]）
- 東海テレビ「G☆LABO（ゴルフラボ）」ナレーション
- CBCテレビ「イッポウ」不定期リポーター
- エフエム愛知　「サンデーエクスプレス」パーソナリティ
- スターキャット　「燃えドラ！スタジアム」MC　「ドラゴンズナビゲート」MC
- 三重テレビ　「シネマクルーズ+」アシスタント　「おはよう三重」MC